# 34846 Vincent
34846 Vincent este o planetă minoră (asteroid), cu un diametru de 9,779 km, din centura de asteroizi. A fost descoperită pe 22 septembrie 2001 la Stația Anderson Mesa de Lowell Observatory Near-Earth-Object Search și a fost numită după Jean-Baptiste Vincent⁠(d). 
Obiectul prezintă o orbită caracterizată de o semiaxă mare de 3,1775079 UAi, o excentricitate de 0,24, o înclinație de 25,82367 ° în raport cu ecliptica.